# Emirat Afghanistan
Das Emirat Afghanistan (persisch امارت افغانستان, DMG Imārat-i Afġānistān) war ein Emirat zwischen Zentralasien und Südasien, das von 1823 bis 1926 auf dem Gebiet der heutigen Islamischen Republik Afghanistan und Islamischen Republik Pakistan bestand. Das Emirat entstand aus dem Durrani-Reich, als sich Dost Mohammed, der Begründer der Baraksai-Dynastie, in Kabul durchsetzte. Die Geschichte des Emirates war vom Great Game zwischen dem Russischen Reich und dem Vereinigten Königreich um die Vorherrschaft in Zentralasien geprägt.

## Geschichte
Bereits wenige Jahre nach der Gründung des Emirates kollidierten 1837 die russischen und britischen Interessen im Konflikt zwischen Mohammed Schah von Iran und Emir Dost Mohammed, was zum Ersten Anglo-Afghanischen Krieg von 1839 bis 1842 führte. Während des Krieges besetzte Großbritannien das Land und versuchte, die Annäherung Afghanistans an Russland zu verhindern und die russische Expansion einzudämmen. Der Krieg endete zwar mit einem vorläufigen Sieg Großbritanniens, das sich jedoch anschließend zurückzog, sodass Dost Mohammed wieder an die Macht kam.
Nach dem Tod von Dost Mohammed 1863 folgte ihm dessen Sohn Schir Ali, der jedoch bereits nach drei Jahren von seinem älteren Bruder Mohammed Afzal Khan gestürzt wurde. 1868 wurde dieser wieder von Schir Ali verdrängt, der sich 1878 erneut an Russland wandte, was zu neuen Konflikten mit Großbritannien führte. Daraufhin marschierten die Briten am 21. November in Afghanistan ein und zwangen Schir Ali zur Flucht nach Russland; er starb 1879 in Masar-e Scharif. Sein Nachfolger Mohammed Yakub Khan suchte Friedenslösungen mit Russland und gab diesem mehr Mitspracherechte in Afghanistans Außenpolitik. Als der britische Gesandte Louis Cavagnari in Kabul ermordet wurde, setzten die Briten 1880 Abdur Rahman Khan als Emir ein, schlossen Frieden und zogen sich 1881 wieder aus Afghanistan zurück. 1893 zwangen die Briten Afghanistan, der Durand-Linie zuzustimmen, die noch heute mitten durch das Siedlungsgebiet der Paschtunen verläuft und etwa ein Drittel von Afghanistan an Britisch-Indien angliederte.
Abdur Rahman Khan reformierte das Land, stärkte die Zentralgewalt und schlug zahlreiche Aufstände nieder. Nach seinem Tod 1901 folgte ihm sein Sohn Habibullah Khan als Emir und führte die Reformen fort. Habibullah Khan suchte die Versöhnung mit Großbritannien, mit dem er 1905 einen Friedensvertrag schloss, und mit Russland, das sich wegen der Niederlage im Russisch-Japanischen Krieg aus Afghanistan zurückziehen musste. Im Ersten Weltkrieg blieb Afghanistan trotz deutscher und osmanischer Bemühungen neutral (Niedermayer-Hentig-Expedition). 1919 wurde Habibullah Khan von politischen Gegnern ermordet.
Von 1900 an kam es zur ersten Formierung politischer Gruppen als Vorläufer von Parteien. Eine wichtige Plattform für die einsetzende politische Debatte war die von 1903 an alle zwei Wochen erscheinende Zeitschrift Siraj-ul-Akhbar. Daraus ging ein gleichnamiger politischer Verein hervor, der bald aber verboten wurde, von 1909 aber an unter dem Namen Jamiat-e Ikhan-e Afghani mit Forderungen nach einer demokratischen konstitutionellen Monarchie wieder öffentlich aktiv wurde. Weitere, programmatisch nur geringfügig anders ausgerichtete Gruppen kamen hinzu, wurden bald aber von Habibullah Khan verboten und mit Repressionen zerschlagen. Insgesamt hatte die demokratische Bewegung nur einige Dutzend Mitglieder und blieb auf die Hauptstadt Kabul beschränkt. Im Verlauf des Ersten Weltkriegs kam es zur Neuformierung, wobei Habibullah Khans Sohn Amanullah Khan an die Spitze der Hezb-e Seri Melli trat, die sich für ein Ende der britischen Vorherrschaft und eine volle Souveränität einsetzte. Andere Gruppen verfolgten erneut vor allem das innenpolitische Ziel einer konstitutionellen Monarchie. Erneut kam es zu Verhaftungen.
Amanullah Khan putschte 1919 gegen den rechtmäßigen Thronfolger Nasrullah Khan und wurde Emir Afghanistans. Kurz darauf brach der dritte Anglo-Afghanische Krieg aus, der 1919 durch den Frieden von Rawalpindi beendet wurde, in dem Großbritannien die Unabhängigkeit Afghanistans erstmals anerkannte. Amanullah Khan begann mit der Modernisierung des Landes, etwa mit einer Bildungsreform und Versuchen der Industrialisierung. Dabei stieß er auf Widerstand der traditionellen Elite des Landes. Zugleich begannen sich neue politische Gruppen herauszubilden, die im Wesentlichen in ein gemäßigt konstitutionelles und in ein nationalistisches Lager mit linken gesellschaftspolitischen Vorstellungen zerfiel. Amanullah Khan ließ sich 1926 zum Padschah (König) Afghanistans krönen und gründete damit das Königreich Afghanistan.